# Platysenta consaepta
Platysenta consaepta là một loài bướm đêm trong họ Noctuidae.